# Crisis Core: Final Fantasy VII Original Soundtrack
Crisis Core: Final Fantasy VII Original Soundtrack è la colonna sonora del videogioco Crisis Core: Final Fantasy VII, prodotto da Square Enix per PlayStation Portable. Pubblicato il 10 ottobre 2007, l'album, realizzato quasi interamente da Takeharu Ishimoto, contiene sia tracce da Final Fantasy VII (composte da Nobuo Uematsu) remixate che nuovi brani. La colonna sonora del gioco si differenzia dagli altri giochi della saga Final Fantasy per un grande uso della chitarra, elettrica ed acustica, e del piano e delle tastiere, raggiungendo in alcune parti veri e propri suoni tipici del rock e del metal.
Why è l'unico brano scritto e cantato dalla cantante giapponese Ayaka.

## Tracce
CD1
1. Fragments of Memories -D.M.W-
2. Theme of CRISIS CORE "Successor"
3. Mission Start
4. First Mission (from Final Fantasy VII "Opening ~ Bombing Mission")
5. The Mako City
6. Patriots on a Moonlit Night
7. Encounter
8. Theme of CRISIS CORE "Dreams and Pride"
9. Last Order - Crisis Mix (from LAST ORDER Final Fantasy VII)
10. Burden of Truth
11. Wandering in a Sunny Afternoon
12. Conflict
13. Controlling the Iron Beast
14. Theme of CRISIS CORE "Under the Apple Tree"
15. The Summoned (from Final Fantasy VII "Those Who Fight Further")
16. The Burdened
17. On the Verge of the Assault (from Final Fantasy VII "Those Who Fight")
18. The Clandestine Dark Suits (from Final Fantasy VII "Turks' Theme")
19. The Skyscaper of Iron and Steel (from LAST ORDER Final Fantasy VII)
20. Combat
21. Theme of CRISIS CORE "Scars of Friendship"
22. A Flower Blooming in the Slums (from Final Fantasy VII "Aerith's Theme")
23. Sky-Blue Eyes
24. Theme of CRISIS CORE "With Pride"
25. Melody of Agony
26. March on the Frontier (from LAST ORDER Final Fantasy VII)
27. A Moment of Courtesy
28. A Beating Black Wing
29. Theme of CRISIS CORE "Truth Behind the Project"
30. The Face of Lost Pride
31. Why (CCFFVII Mix)

CD2
1. Town Where the Sunlight Doesn't Reach
2. A Changing Situation
3. The Mako-Controlling Organization (from Final Fantasy VII "Shinra Company")
4. Theme of CRISIS CORE "To a New Post"
5. A Closed Off Village (from Final Fantasy VII "Anxious Heart")
6. Farewell Melody
7. The Gloomy Mansion
8. A Momentary Rest
9. Prelude of Ruin
10. The World's Enemy (from Final Fantasy VII "One-Winged Angel")
11. Night of Seclusion
12. Duty and Friendship
13. Theme of CRISIS CORE "Chaotic Battlefield"
14. Wilderness of Desertion
15. Melody of Resolution
16. Moonlight Wandering (from LAST ORDER Final Fantasy VII)
17. An Ancient Hymn Sung by the Water
18. Howl of the Gathered
19. Those Who Accept the Protection of the Stars
20. SOLDIER Battle
21. The Price Of Freedom
22. Why (Ayaka)
23. Fulfilled Desire (Kazuhiko Toyama)
24. to be continued (from Final Fantasy VII "Opening ~ Bombing Mission")